# Wasserburg Redinghoven

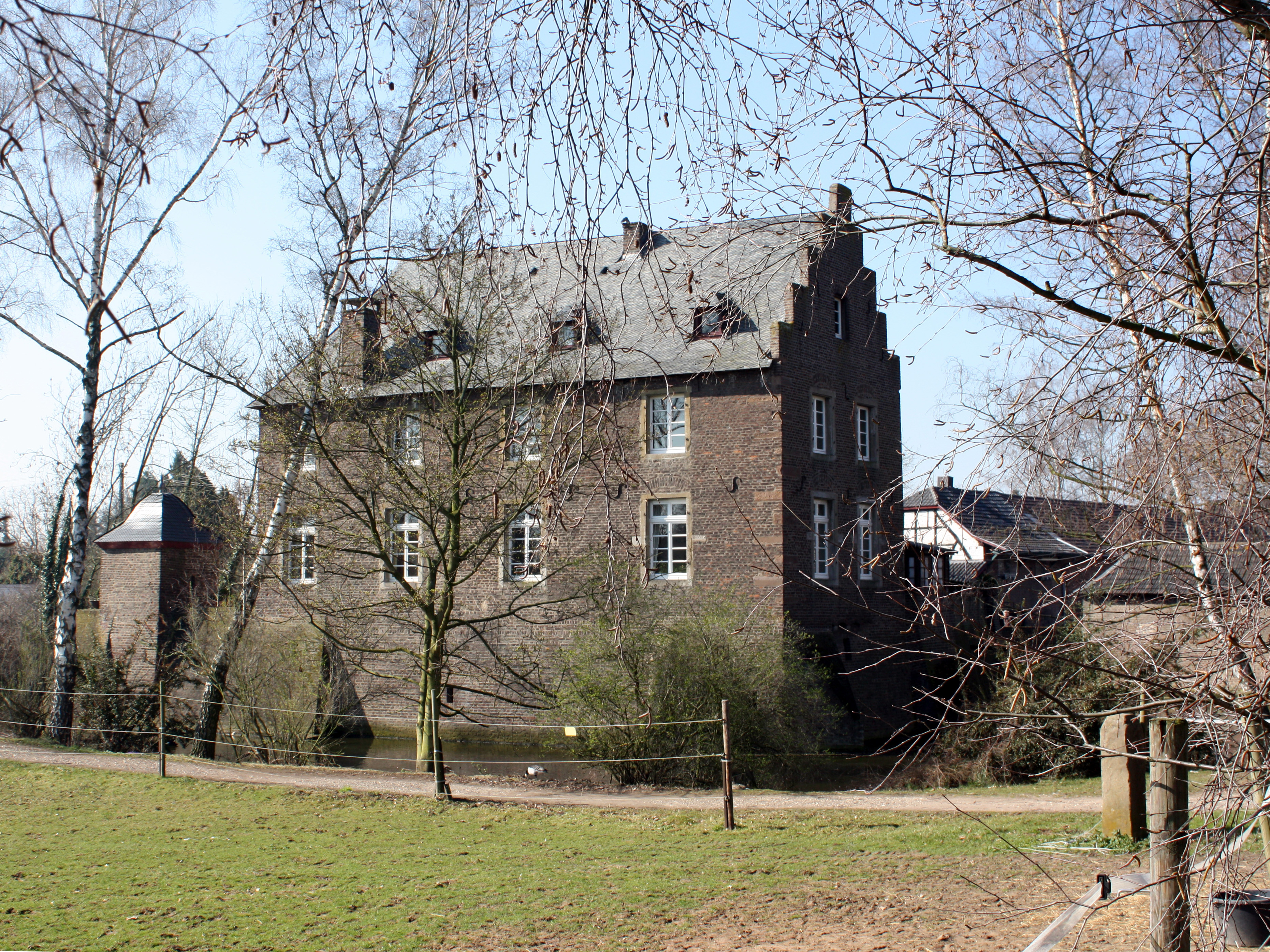
Wasserburg Redinghoven

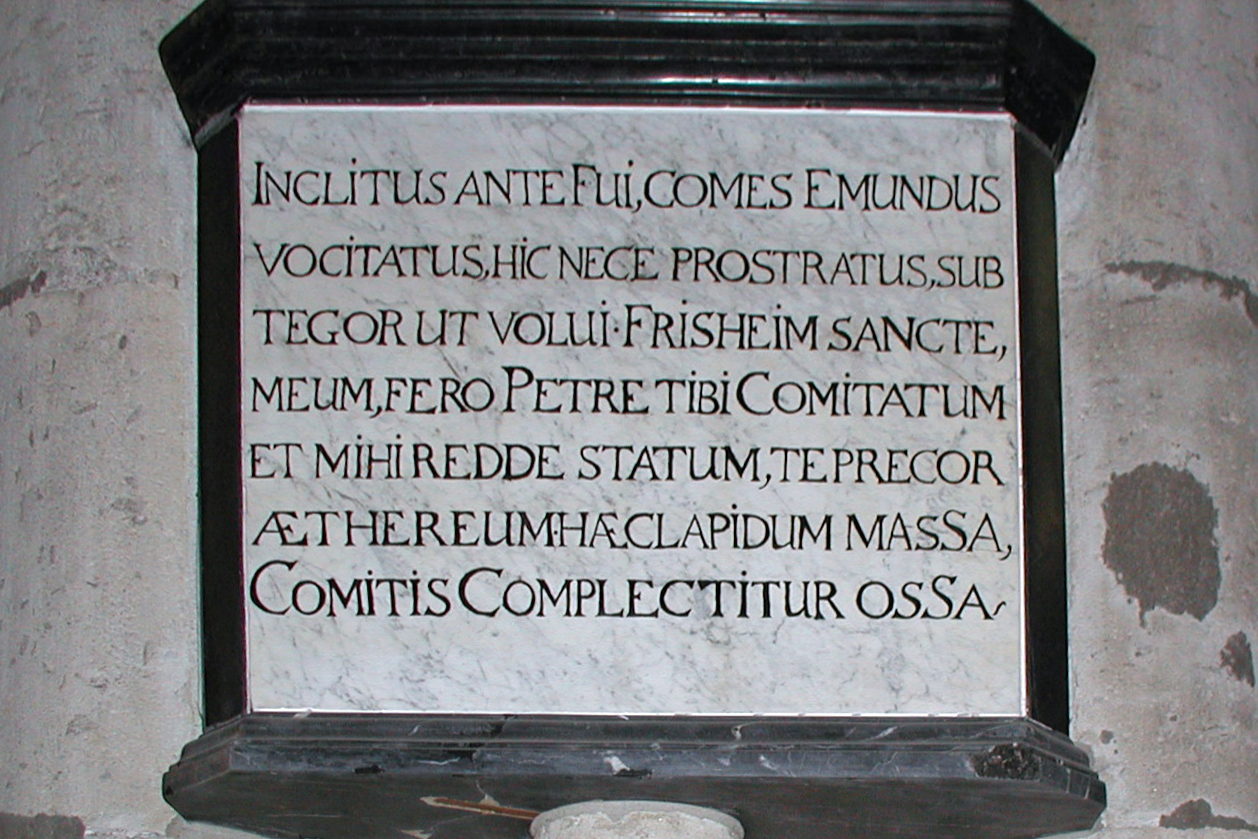
Emundus von Friesheim, Gedenktafel im Kölner Dom

Das Anwesen der ehemaligen Wasserburg Redinghoven in Friesheim wurde in einer Urkunde erstmals 1399 erwähnt. Redinghoven ist heute die am besten erhaltene Burganlage der Ortschaft.

## Geschichte
Friesheim liegt in der fruchtbaren Talsenke des Rotbaches. Die dort schon immer intensiv betriebene Landwirtschaft erbrachte gute Erträge und somit den weltlichen und geistlichen Grundherrn eine ausgezeichnete Rendite. Dies führte schon in früher Zeit zu einer Konzentrierung der Friesheimer Grundherrschaft, die sich zu einem Hofverband entwickelte. Graf Emundus von Friesheim, Gaugraf des Kölngaus, vermachte seinen umfangreichen Besitz Friesheim dem Kölner Domstift. Von diesem Besitz vergab der Dompropst Burgen und Güter als Lehen. Eines dieser Besitztümer ist die Wasserburg Redinghoven.

### Ort und Befestigungen
Der in der Eifel entspringende und auf seinem Weg zur Erft durch Friesheim fließende Rotbach bot mit seinen reichhaltig heran geführten Wassermengen in der Vergangenheit vielerorts auch zahlreichen befestigten Orten oder Burgen eine Schutzfunktion. Die von seinem Wasser gespeisten Schutzgräben umzogen große und kleine Ortschaften und füllten die mit Zugbrücken versehenen Gräben der Wasserburgen. Auch die weniger begüterten Bewohner des Dorfes Friesheim, in dessen Gemarkung mehrere wehrhafte Burgen und Höfe standen, besaß eine Befestigung durch Wassergräben und dichte Hecken.

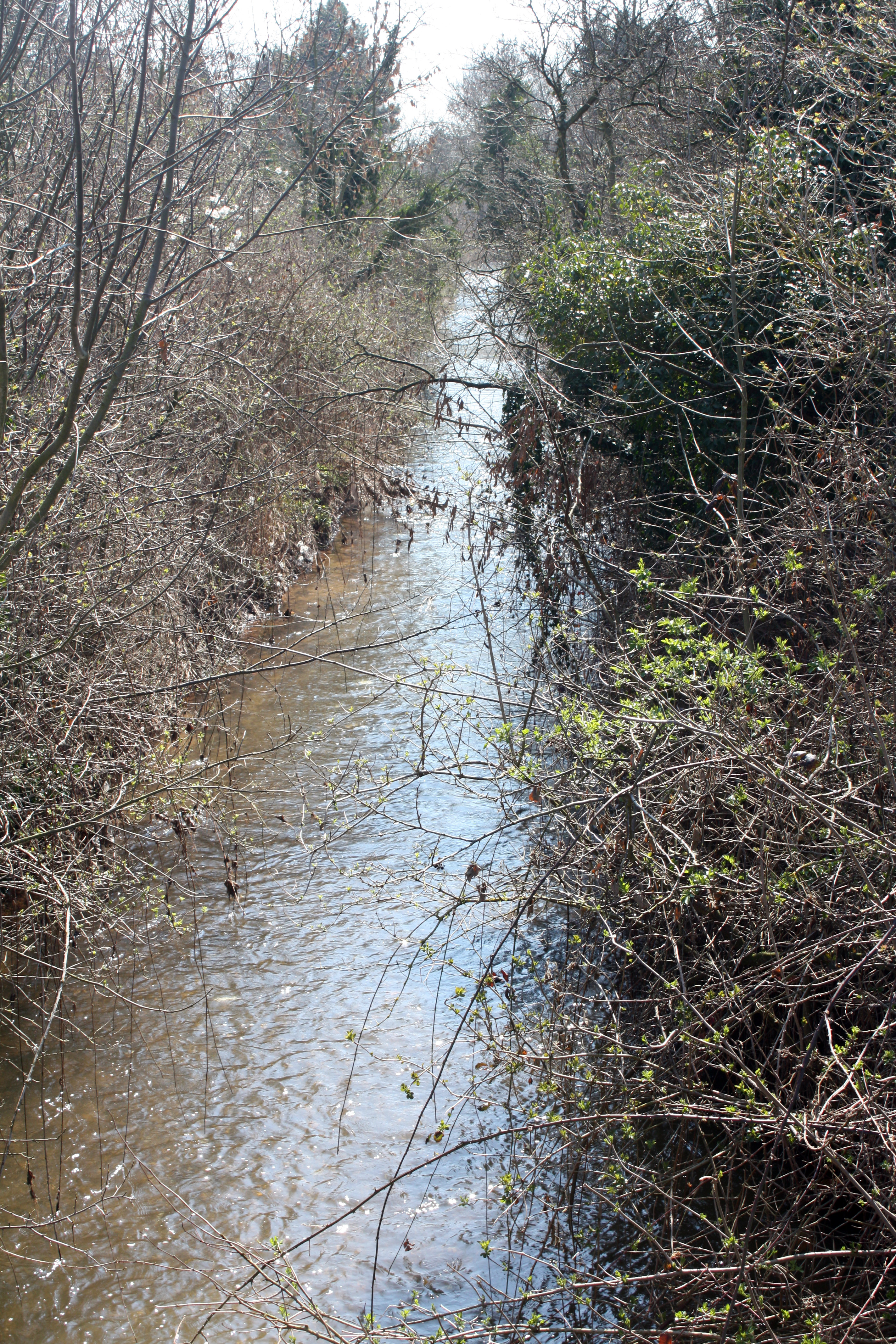
Rotbach
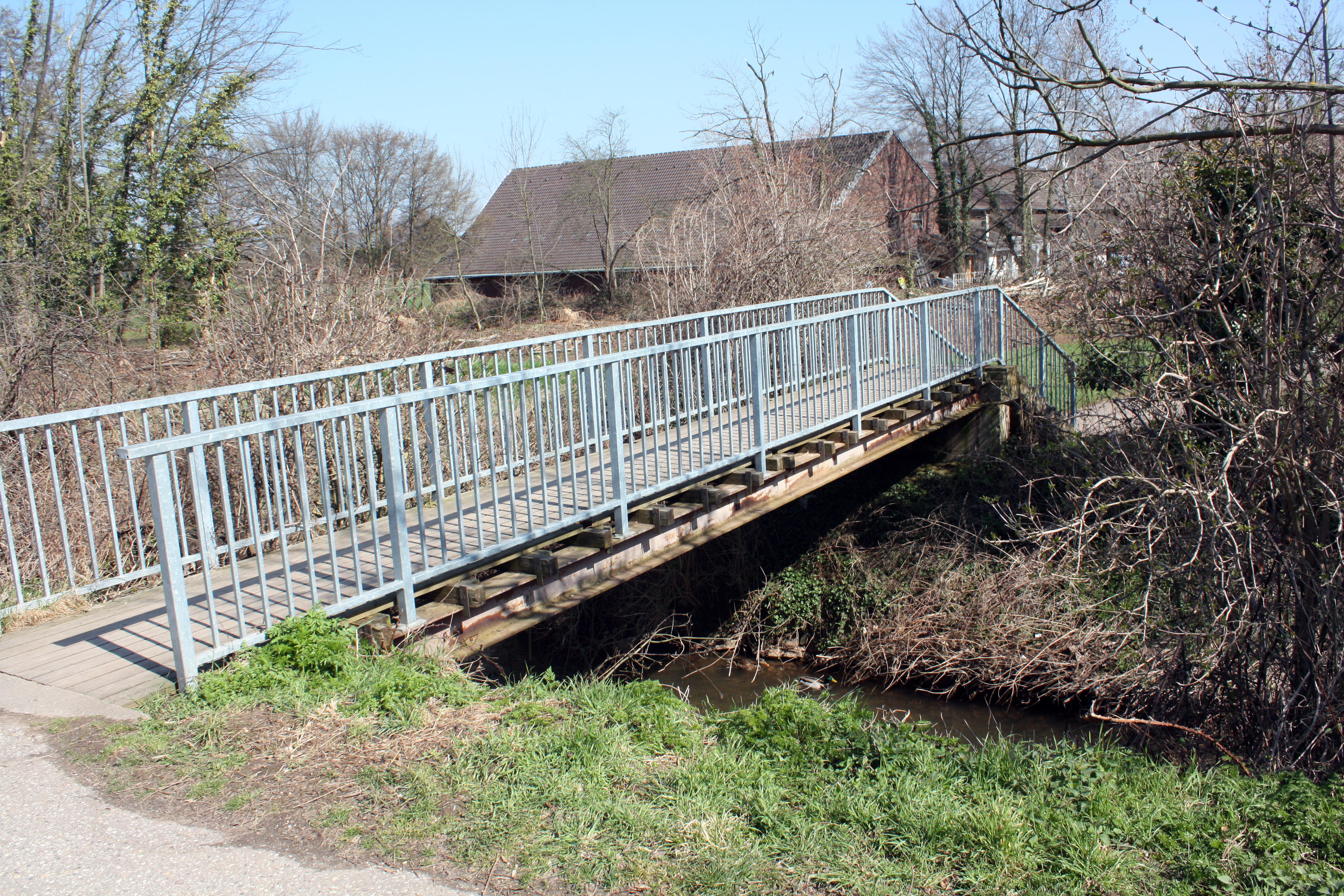
Rotbachbrücke
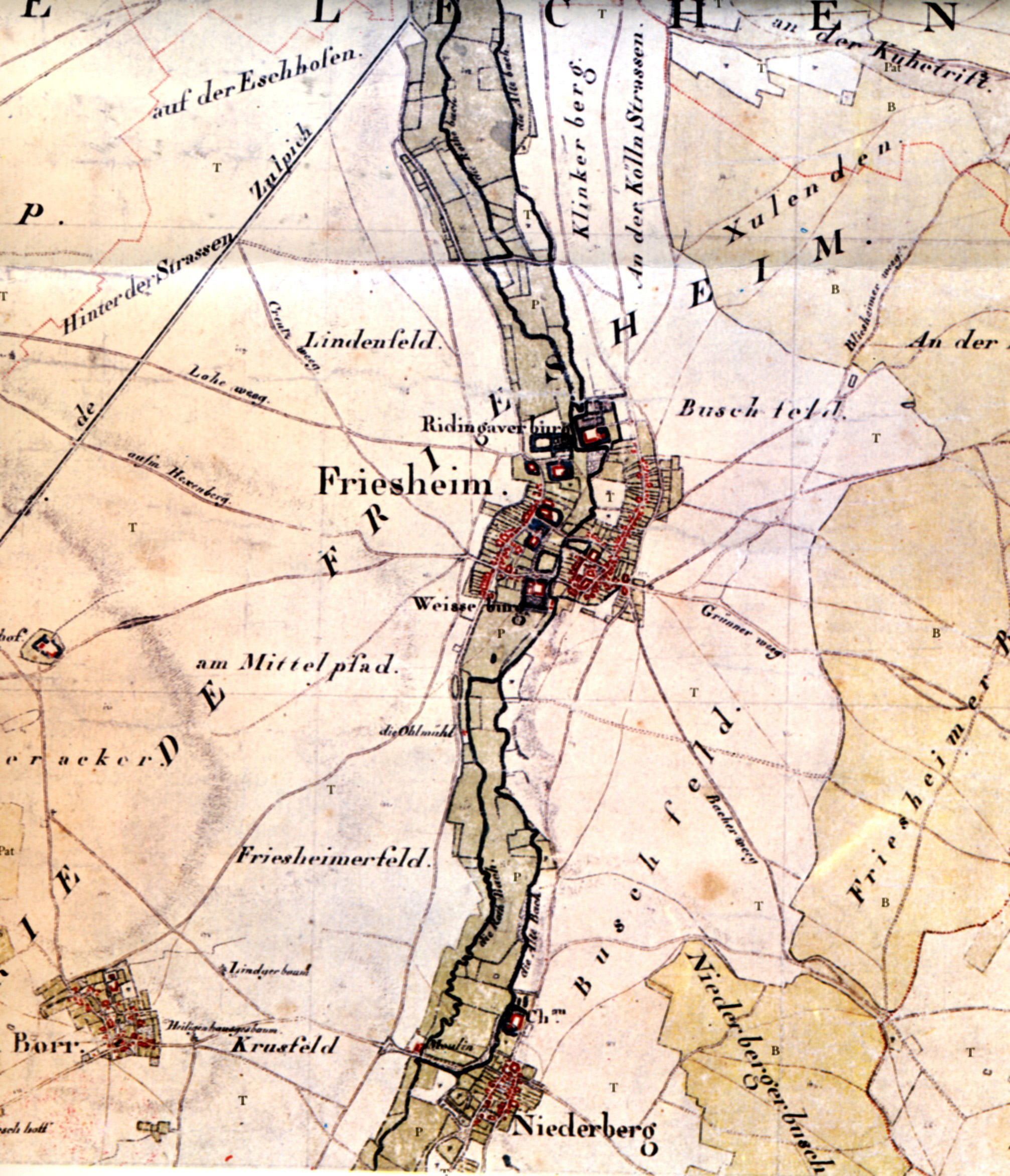
Tranchotkarte, Redinghoven, Friesheim und Niederberg

### Skizzen und  Karten
Der wallonische Maler Renier Roidkin fertigte um 1730 auf seinen Wanderungen auch Skizzen der damals kurkölnischen Besitzungen Friesheims. Seine Zeichnungen sind eine Ergänzung der spärlich überlieferten bildlichen Darstellungen jener Zeit.
Neben der Karte des französischen Geodäten Tranchot, die die zur Verteidigung nützlichen Bachläufe der Region zeigt und bezeichnet (der Rothe bach), veranschaulicht eine Katasterkarte von 1810 sehr deutlich die noch zur Franzosenzeit erhaltenen Befestigungen und Grabensysteme.

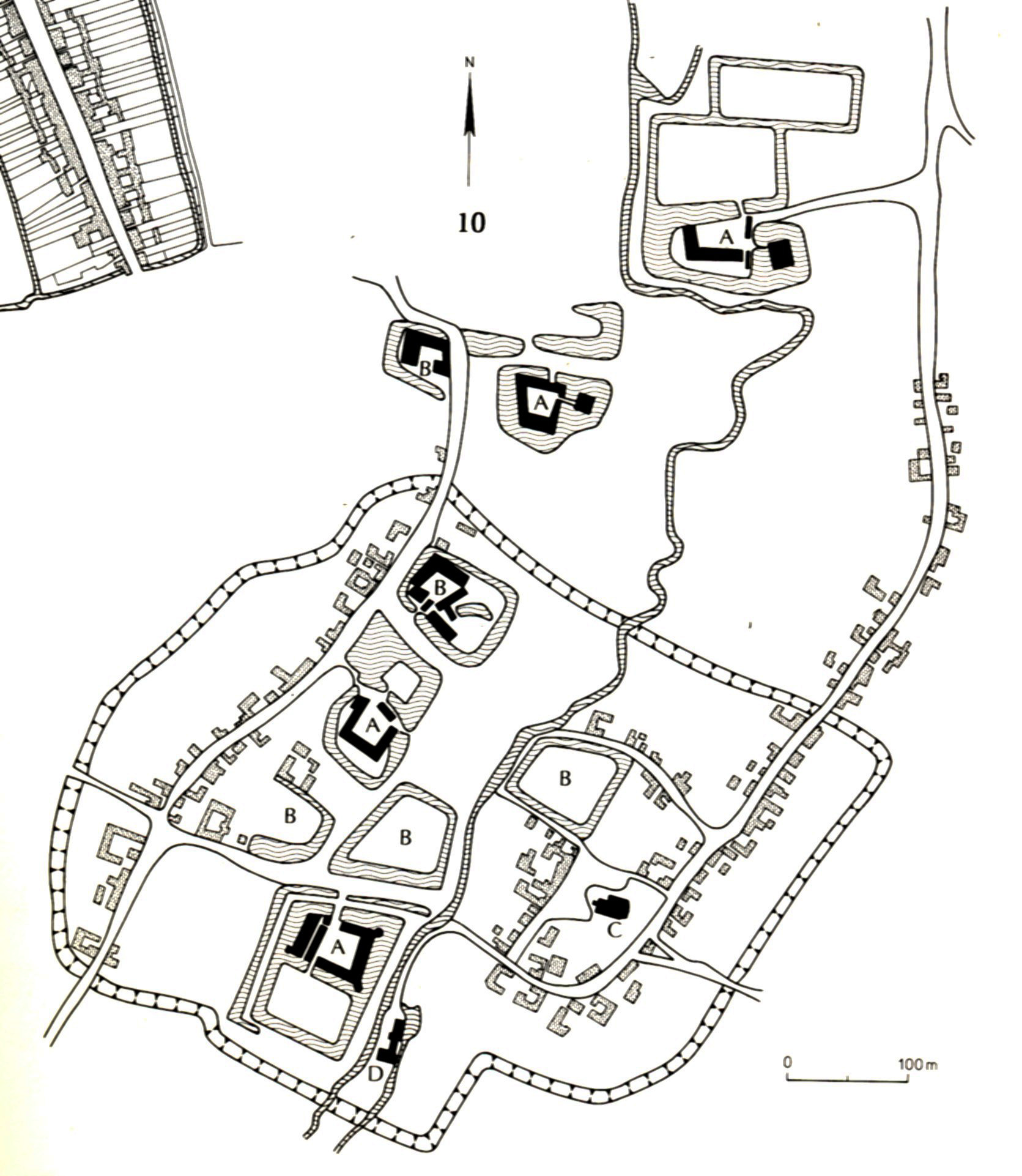
Katasterkarte-1811, Befestigungen

Diese Urkatasterkarte zeigt die damals bestehenden Burgen (A), die befestigten Höfe (B), die Kirche (C) und die Mühle des Dorfes (D). Auf der Karte sind neun befestigte Anlagen zu erkennen, die als Adelssitze oder Burgen bezeichne wurden. Zwei liegen außerhalb des Ortes (Burg Redinghoven und die Effertsburg), zwei (Wymarsburg und Weiße Burg) liegen innerhalb der im Gelände damals noch zu erkennenden Befestigung (Graben) des Dorfes Friesheim. Es wurden zwei befestigte Höfe eingezeichnet und mehrere Wassergräben, in denen im Laufe der Jahrhunderte Häuser und Hofgebäude gestanden haben. Rückschlüsse auf mittelalterliche Verhältnisse sind aus der Karte jedoch nur begrenzt zu rekonstruieren.

### Herren auf Redinghoven
Die Vorgängerin der Burg Redinghoven war die Burg des Wieland Braun, die Braunsgut  genannt wurde. Sie lag, von Wassergräben umgeben, außerhalb des Dorfes Friesheim im Niederwig (..dem wege, der ghat uf die bach) und war ein Lehen des Kölner Dompropstes. Erstmals erwähnt wurde sie im Jahr 1399 anlässlich einer Güterbeschreibung des Engelbert von Friesheim, dessen Hofstatt auf Brauns Weiher stieß.

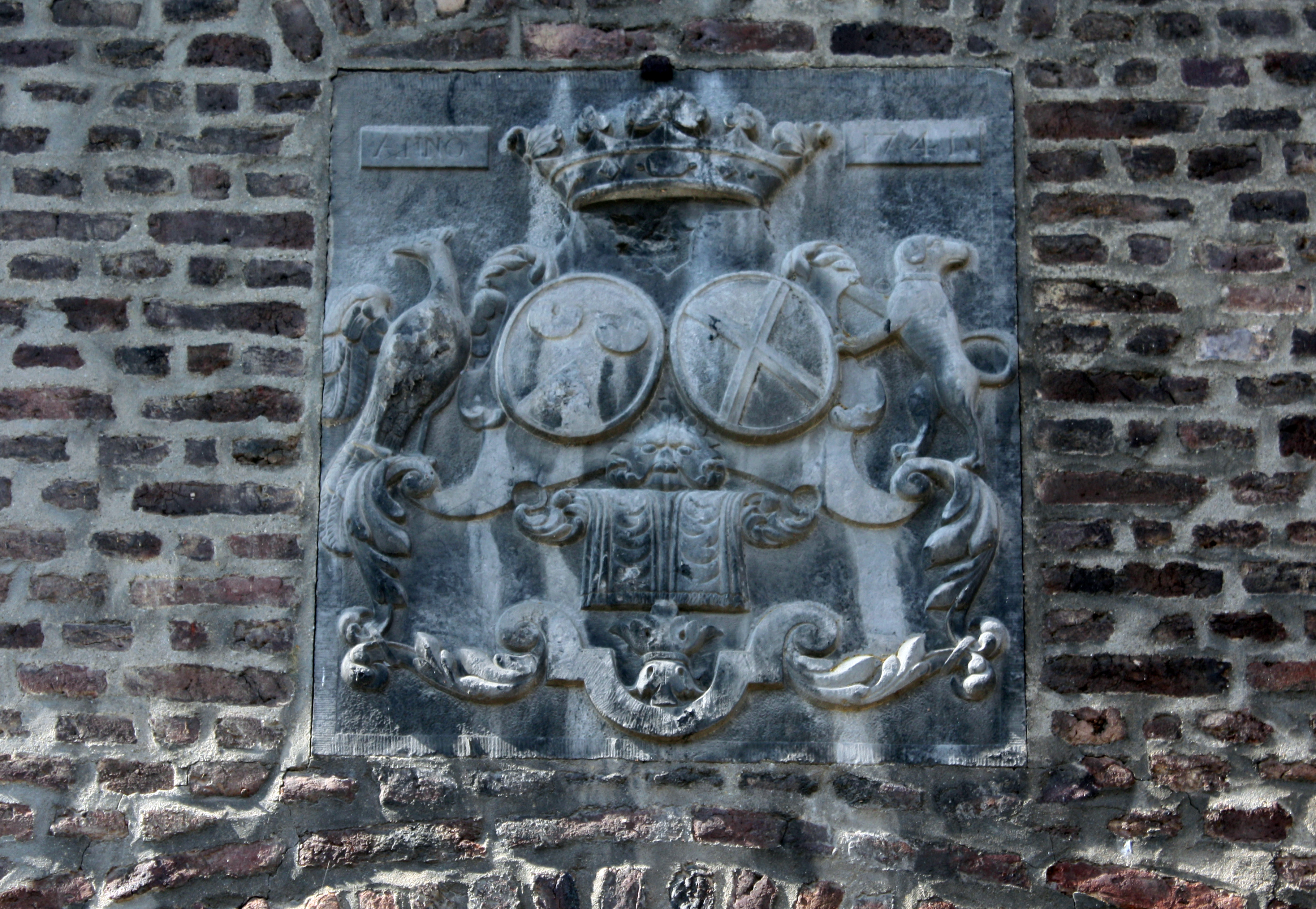
Allianzwappen am Torhaus

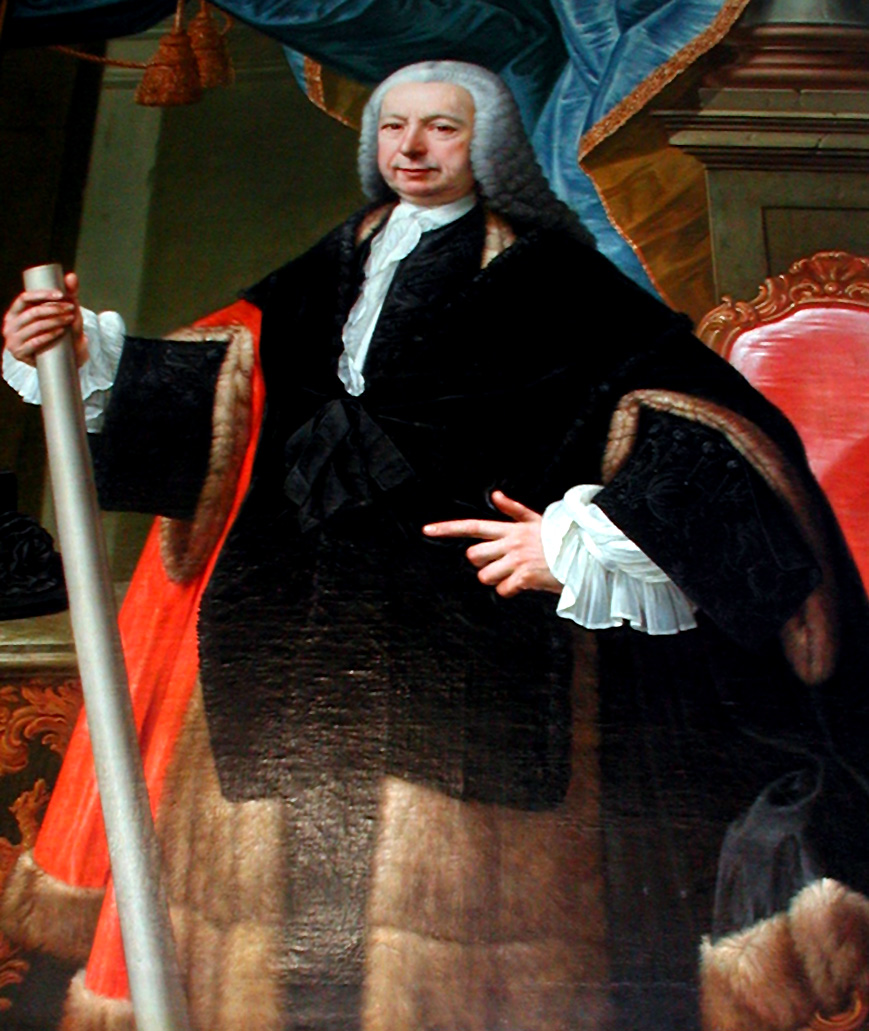
Franz Caspar von Wymar

Nach Wieland Brauns Tod wurde die Burg 1466 an Johann Beissel von Gymnich verkauft, der sie an den Friesheimer Schultheißen Heinrich von Meller veräußerte. Dessen Tochter Iburg von Meller, die mit Peter Wolff von Metternich verheiratet war, erbte die Burg, die danach für mehrere Generationen im Besitz der Familie verblieb.
Am Ende des 16. Jahrhunderts wechselten die Besitzverhältnisse erneut. Durch Einheirat gelangte 1599 die Burg mit ihren zugehörigen Ländereien als adliger Rittersitz (adliger Seeß ) an Hans Philipp von Hoheneck, der Anna Wolff von Metternich geehelicht hatte.
1602 erweitert sich das Anwesen durch einen beträchtlichen Zuerwerb. In einem Kaufvertrag zwischen Thomas von Wesel (vorher Lehnsinhaber des Anwesens) und Hans Philipp von Hoheneck bestätigt der Dompropst Ferdinand von Bayern, dass Thomas von Wesel erklärt habe, dass er das dompropsteiliche Lehngut zu Friesheim, den Steprather Hof, der zur Zeit (1591) von der „statischen Reutterei“ im Grund abgebrannt wurde, an Philipp von Hoheneck und dessen Ehefrau Anna Wolff von Metternich verkauft hat.
Nach mehrfachem Wechsel ging der Besitz 1670 an die Kölner Familie Wilhelm von der Juden. Wilhelm war wie sein Vorfahre Franz Konstantin von der Juden mehrfach Kölner Bürgermeister der Freien Reichsstadt Köln. Sein Sohn, Franz Konstantin (* 1668; † 9. Juni 1735), vererbte den Besitz an seine Frau Margarethe, geborene von Wymar, die 1736 den Freiherrn von Redinghoven heiratete, nach dem die Burg heute genannt wird.
In ihrem Testament von 1761 verfügte Anna Margarethe Witwe von Redinghoven, geborene von Wymar, dass sie ihren Bruder Franz Kaspar von Wymar, Bürgermeister zu Köln, zum Alleinerben ihrer Güter bestimmt. 1764 ging dann das Lehnsgut für kurze Zeit an Franz Kaspar von Wymar über, der 1772 verstarb. Offenbar blieb das Anwesen in der Familie. Im Jahr 1786 wurde Johann Alexander Konstantin von Wymar mit dem Braunsgut und dem Steprathsgut zu Friesheim so, wie er am 11. Mai 1779 belehnt worden war, erneut belehnt.
In der Franzosenzeit wurde Burg Redinghoven 1801 Besitz des Franz Josef Litz. Nachfolger im Besitz wurden die Familien Stryck, Wolfgarten und Leser.

## Beschreibung der heutigen Anlage
Die Landstraße von Lechenich führt über Ahrem an den Nordrand von Friesheim und wird dann zu dem in den Ortskern führenden Niederweg. Eine an einer Figur des heiligen Johannes von Nepomuk abzweigende teilweise gepflasterte Zufahrt führt etwas abfallend als Birkenallee zum Torhaus der Wasserburg Redinghoven.

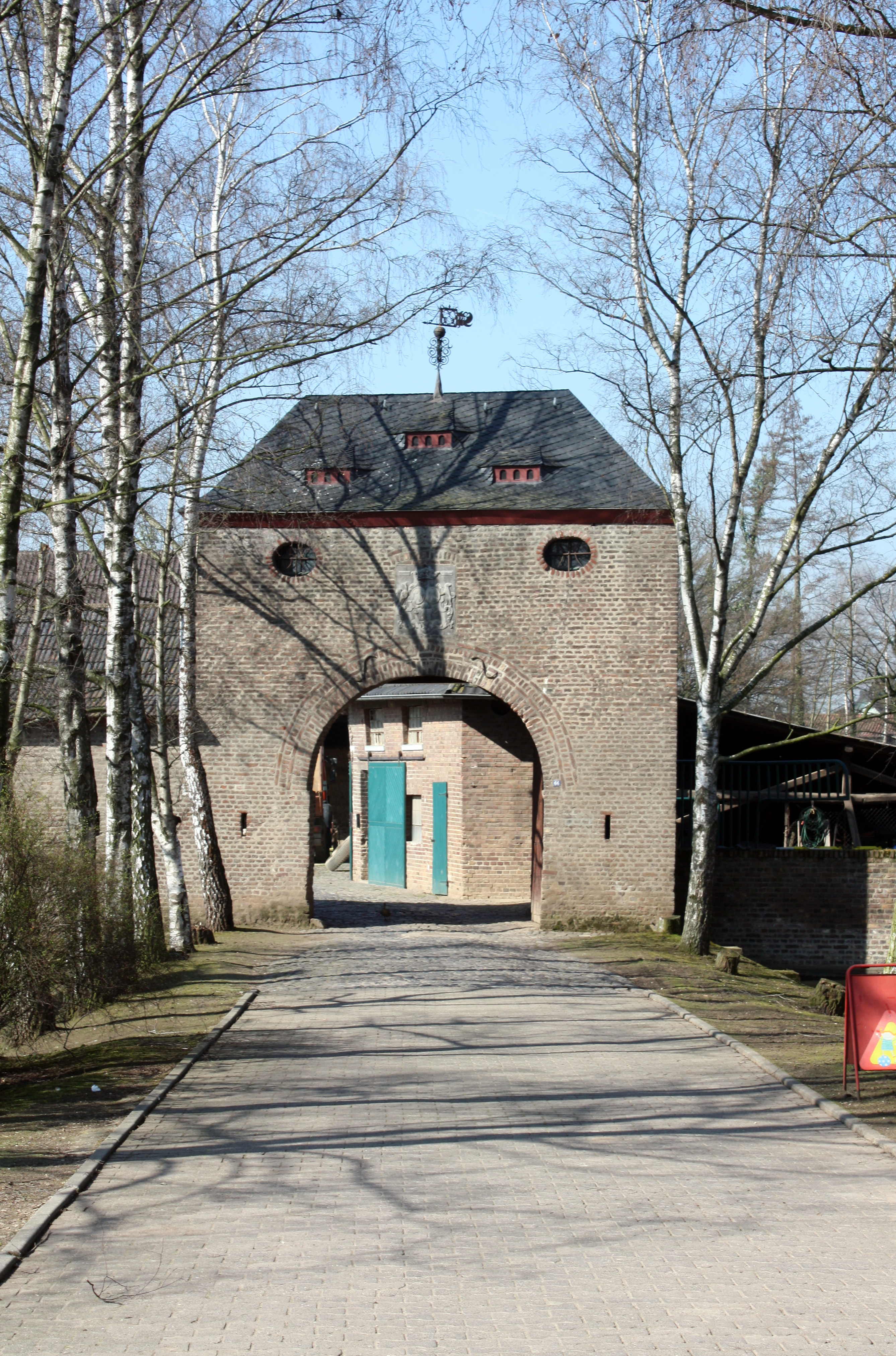
Birkenallee zum Torhaus
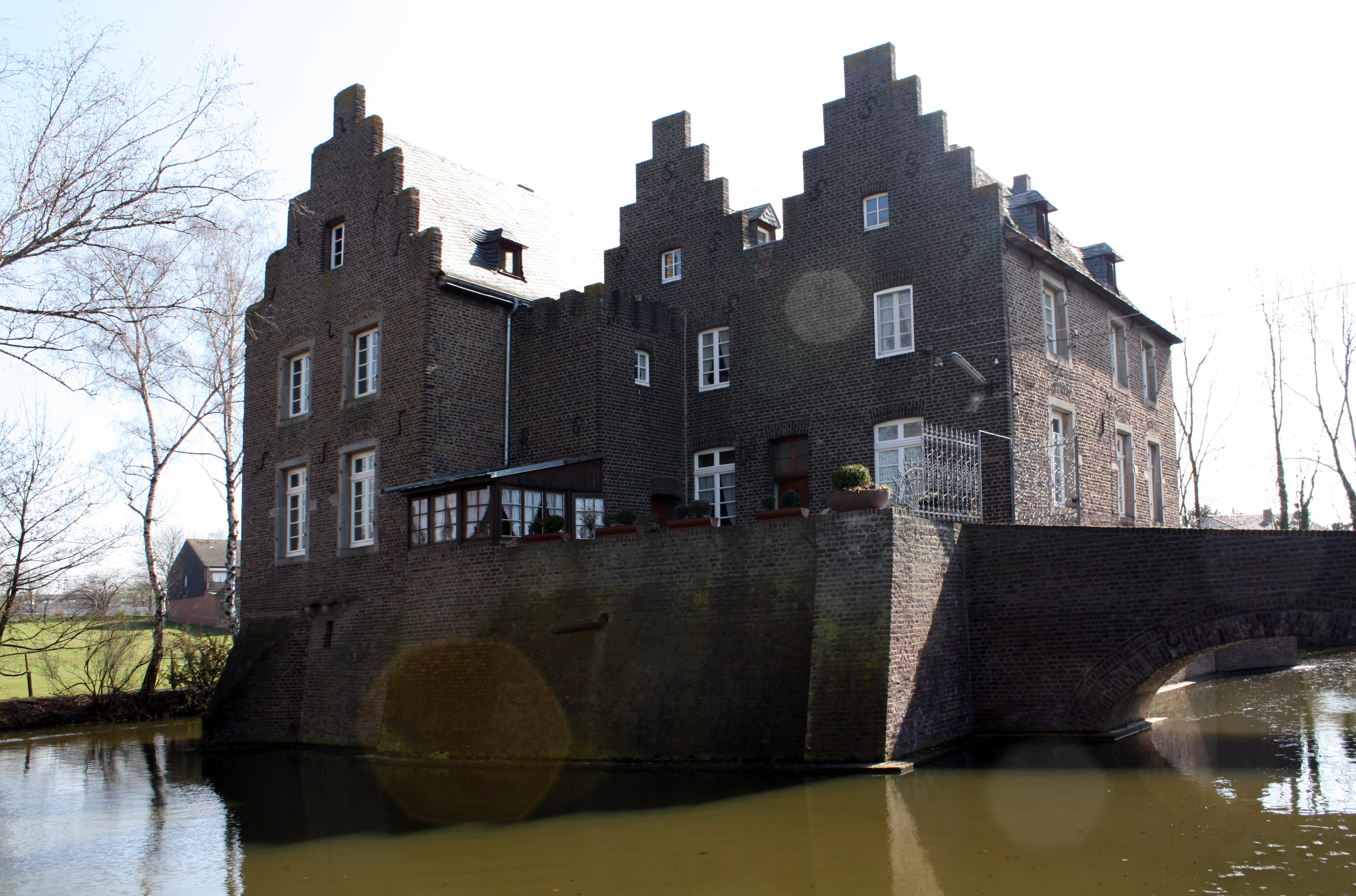
Nordseite
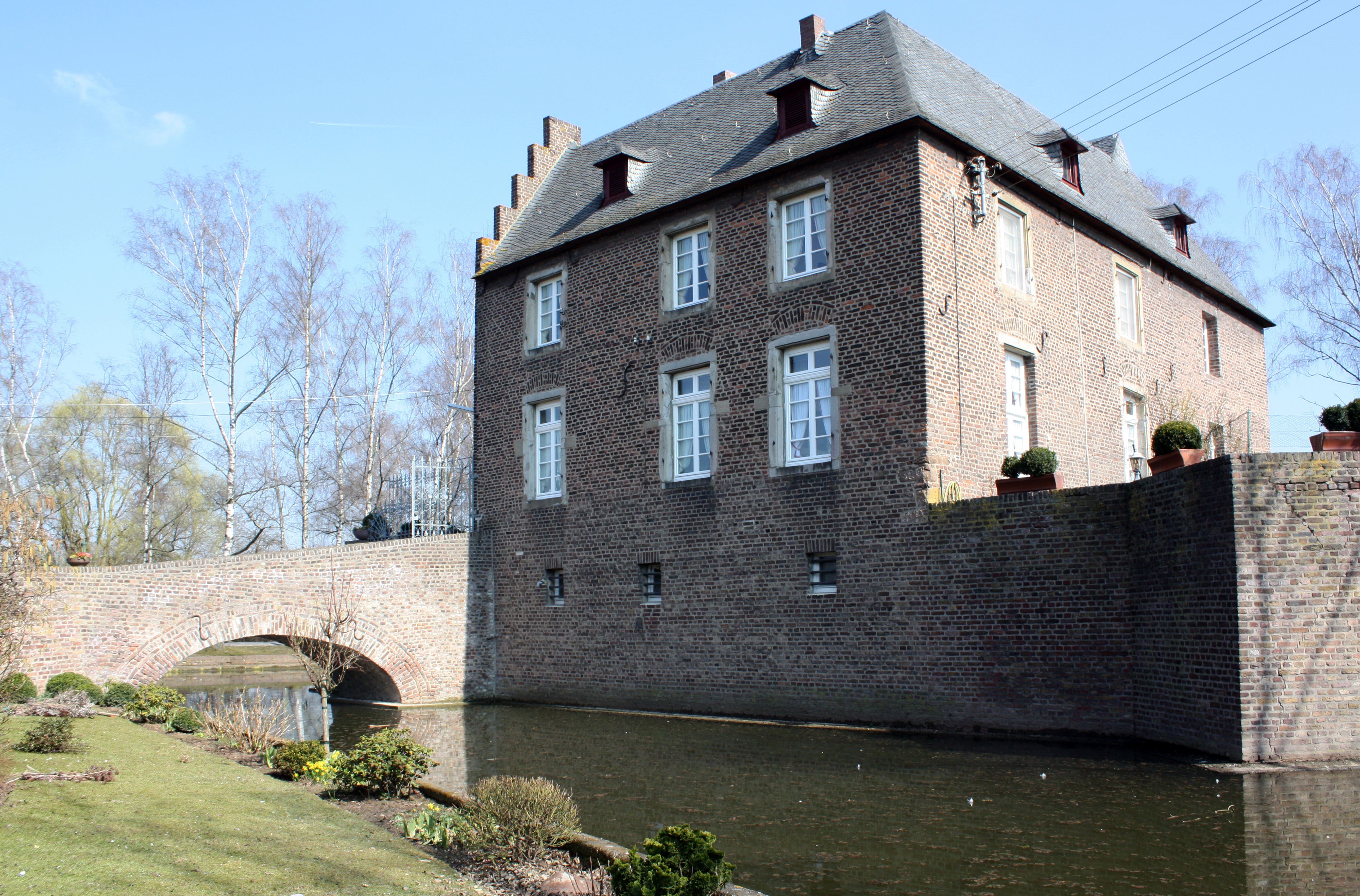
Herrenhaus Westseite
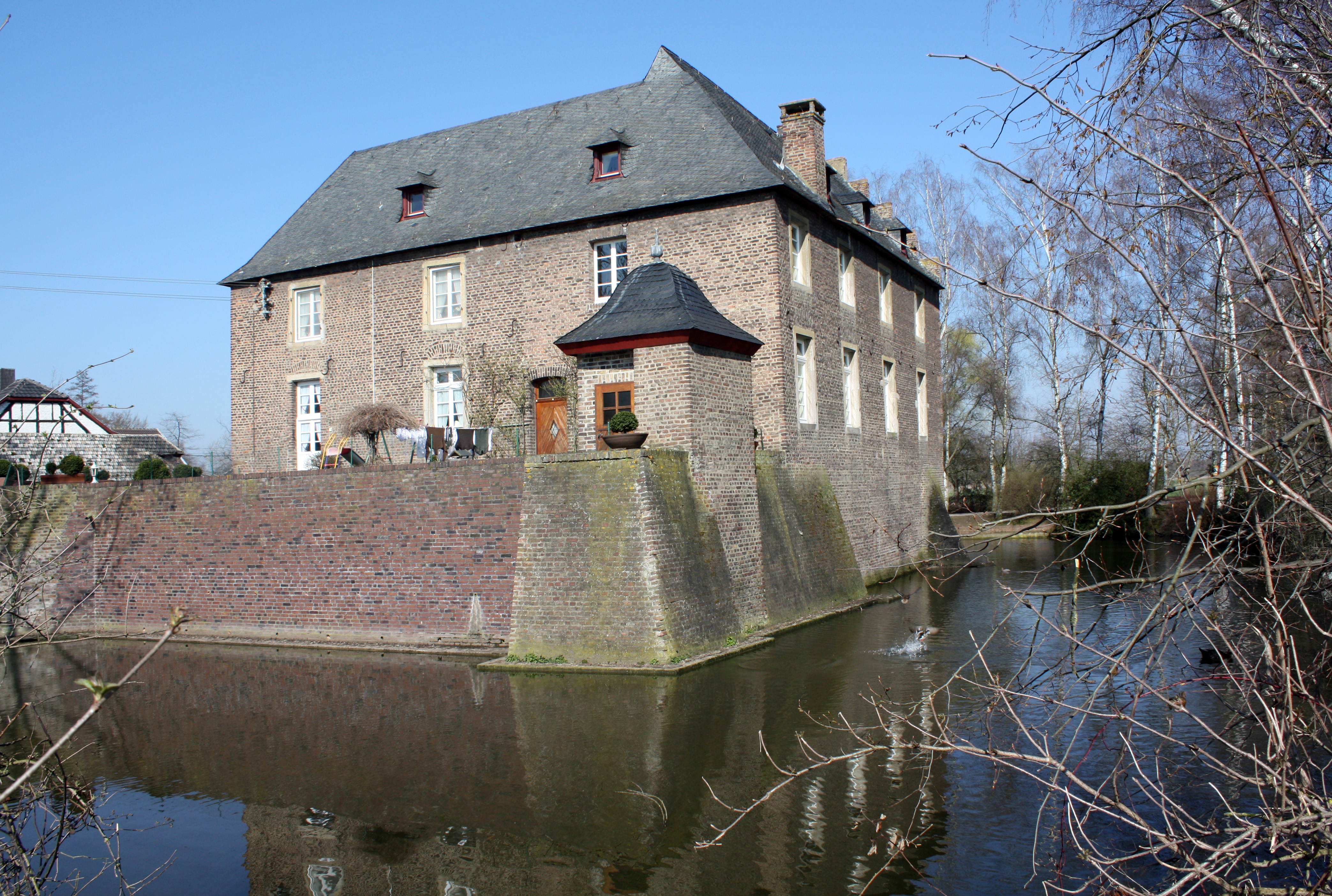
Südostseite
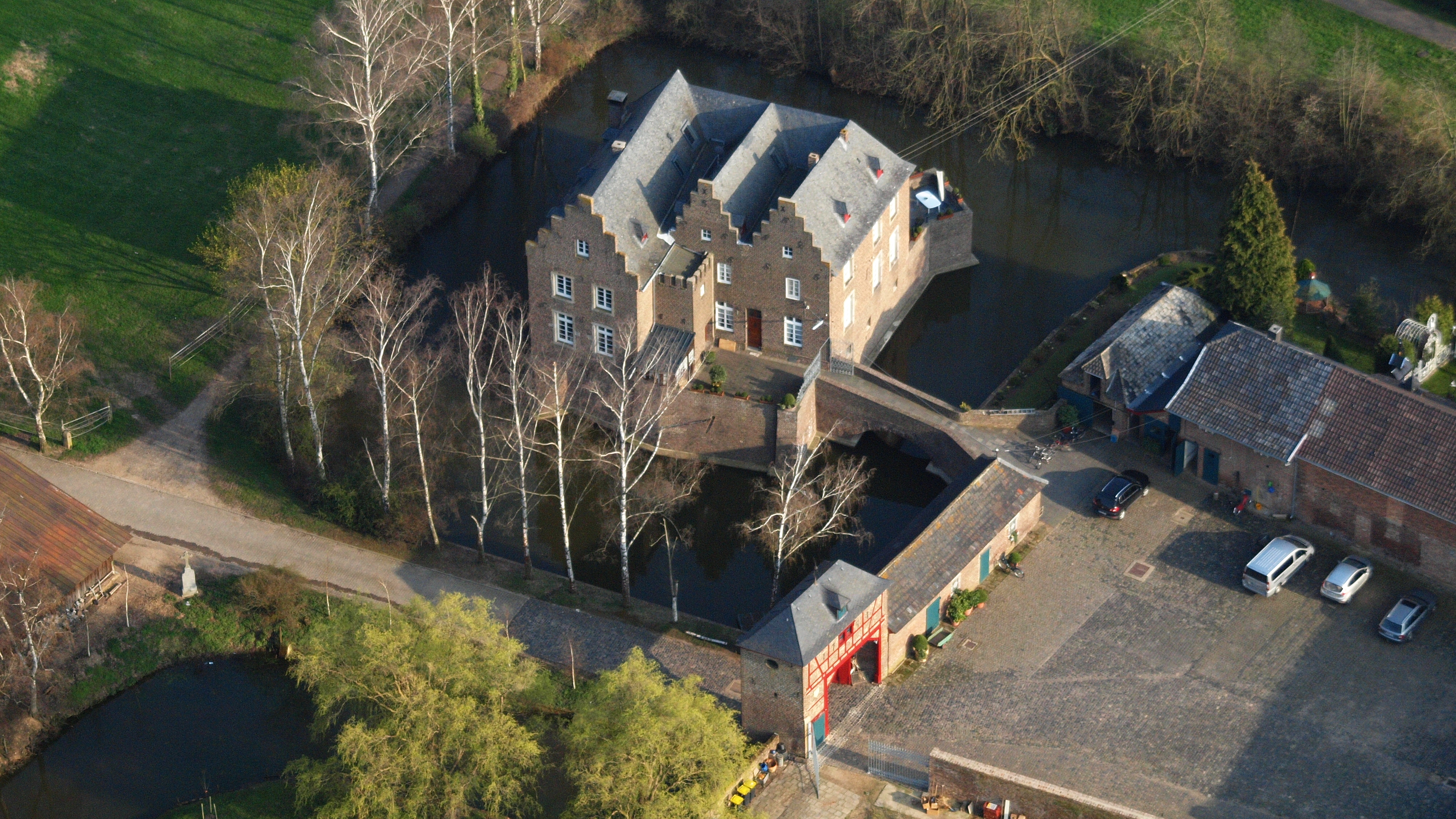
Luftaufnahme (2015)

Vor diesem Tor befand sich ehemals eine den noch umlaufenden Wassergraben überspannende Zugbrücke, deren Balkenreste bei Schachtarbeiten gefunden wurden. Der heutige immer noch mit dem Rotbach verbundene Graben umfasst das Anwesen an der Ost-, Süd- und Westseite, der nördliche Teil endet nach wenigen Metern. Die daran anschließenden Wiesen umfassen die Hofareale des ehemaligen Steprather Hofes und des Winrich-Kochs Gutes. Ihre Grabensysteme, die miteinander verbunden waren, wurden in den 1970er Jahren verfüllt, um das Gelände besser nutzen zu können.
Mittig über dem Torbogen befindet sich ein Wappen der Vorfahren des jetzigen Besitzers (von Wymarsche Linie). Es ist Teil des Allianzwappens von Redinghoven/von Wymar aus dem Jahre 1741. Zu erkennen sind die wichtigsten Merkmale der beiden Wappen:
- Das Wappen von Redinghoven: eine aufsteigende Spitze, im rechten und linken Oberwinkel ein Seerosenblatt, seitlich ein rechtsgewendeter Pfau.
- Das Wappen von Wymar: ein Schrägkreuz, seitlich ein Hund.[13]

Das Herrenhaus selbst wird ganz vom Wasser umschlossen. Es ist von dem großflächigen und mit Wirtschaftsgebäuden eingefassten Innenhof über eine ansteigende Bogenbrücke zu betreten. Vermutungen, dass ein früherer Vorgängerbau aus einer Motte entstand, sind bisher noch nicht durch Untersuchungen verifiziert worden. Die Wirtschaftsgebäude sind jüngeren Datums, der Südflügel der Gebäude wurde zu Wohnzwecken umgestaltet, die restlichen dienen landwirtschaftlichen Zwecken.

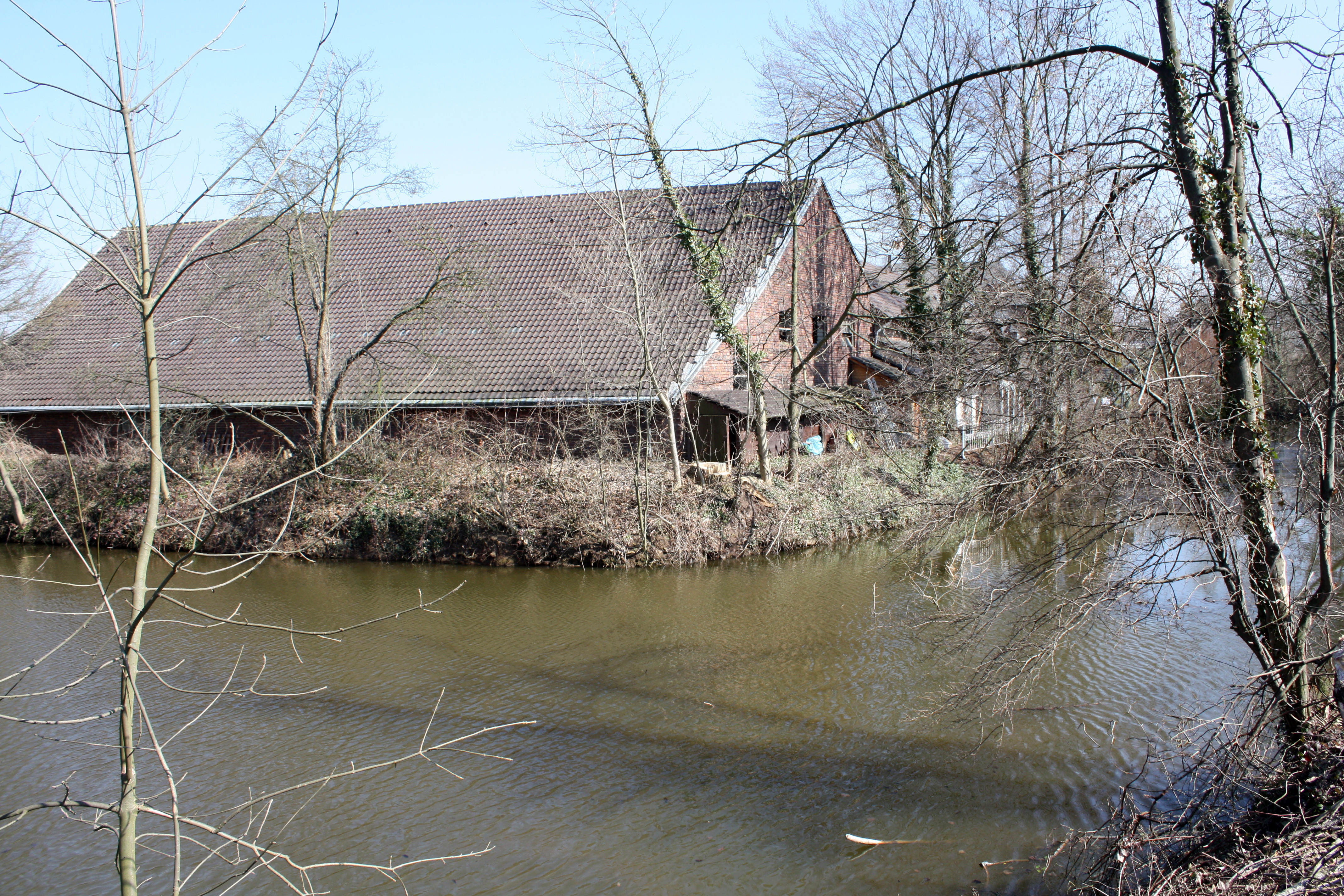
Westseite der Wirtschaftsgebäude
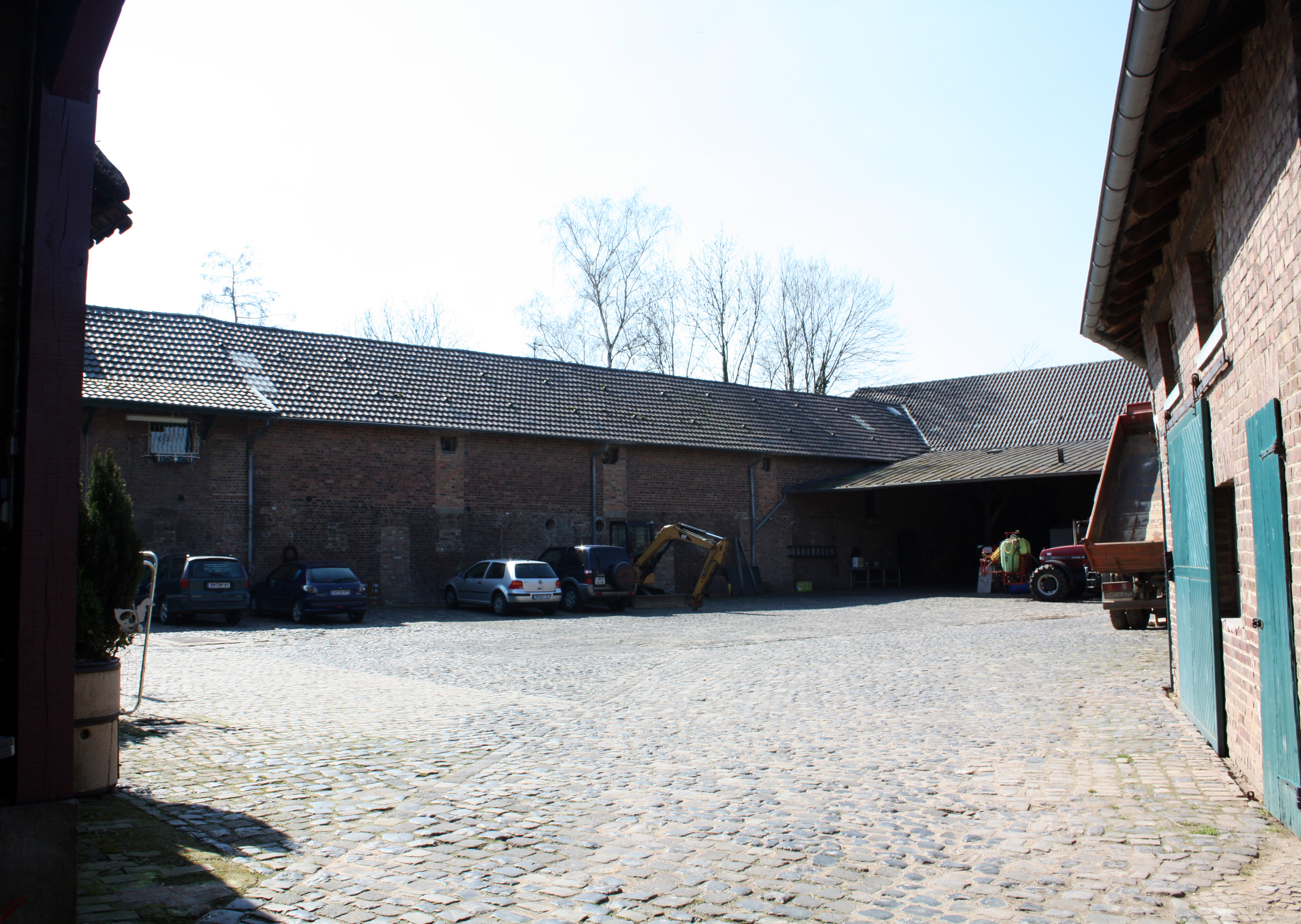
Innenhof der Vorburg
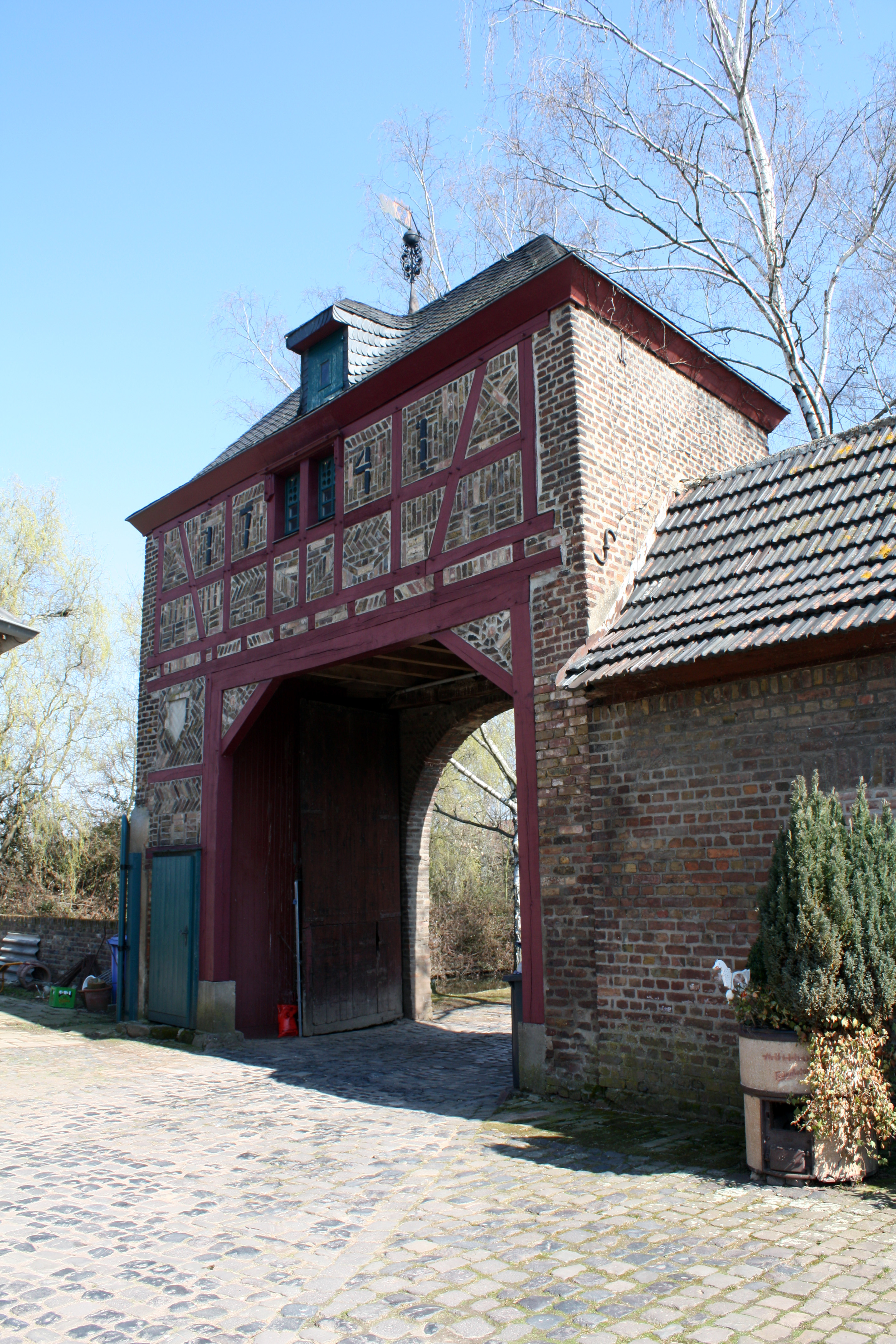
Innenhof Torhaus
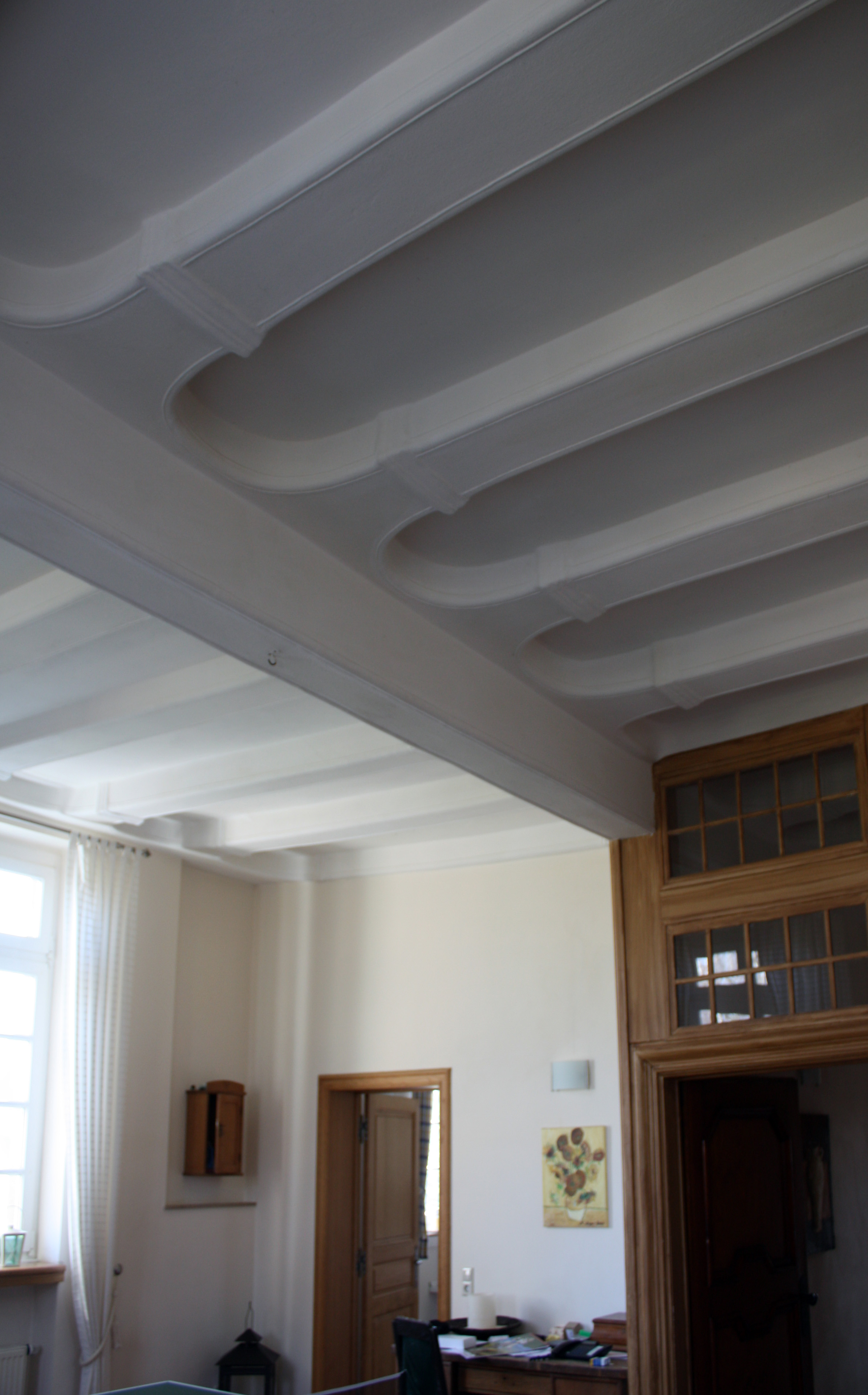
Kölner Decke

Die Fundamente des Herrenhauses reichen etwa 1½ Meter tief in die Erde. Darüber erhebt sich oberhalb des Wasserspiegels sockelartig das Kellergeschoss. Es hat gewölbte mit belassenen Ausbuchtungen der Schießscharten versehene Räume. Aufgebrachter Putz lässt einen Blick auf das alte Mauerwerk nicht zu.
Das aus rotbraunem Backstein errichtete Herrenhaus der Burganlage ist in Nord-Süd-Richtung angelegt worden. Es besteht aus mehreren Bauteilen, deren Fassaden an der nördlichen Frontseite nach dem zweiten Obergeschoss mit versetzten zurückspringenden Staffelgiebeln abschließen. Der lang gestreckte ältere und der etwas kürzere jüngere Bauabschnitt, dessen Eingänge an der Nordwestseite liegen, sind insgesamt mit 28 nach altem Muster rekonstruierten Sprossenfenstern ausgestattet. Fenstereinfassungen und einige Ecksteine im Mauerwerk der Nordwand sind aus Sandstein gefertigt. In die schiefergedeckte Bedachung sind im Osten drei, im Süden und Westen je zwei Dachgauben eingearbeitet.
Die Räumlichkeiten der Obergeschosse sind über hölzerne Treppen verbunden. Decken beziehungsweise Böden bestehen aus starken Balken und Bohlen, die in Teilen noch als sogenannte Kölner Decken erhalten sind.
Die heutigen Besitzer, deren Torhaus das Allianzwappen ihrer Vorfahren der „von Redinghoven und von Wymar“ aus dem Jahre 1741 schmückt, wahren das Anwesen in einer nun über viele Jahrhunderte andauernden Erbfolge.